# Monte Kelut
Kelud ou Kelut (Gunung Kelud) é um vulcão localizado na ilha de Java, Indonésia. 
Como muitos vulcões situados no Círculo de fogo do Pacífico, é conhecido pelas grandes erupções explosivas que produziu. Desde o ano 1000, se contabilizam mais de trinta
Em 19 de maio de 1919 uma erupção matou mais de cinco mil pessoas, a maioria devido ao fluxo de lava, conhecido como lahar.
Em fevereiro de 2014 aconteceu outra erupção.